# Bonnie Tyler-diszkográfia
Bonnie Tyler 1976-os bemutatkozó albuma óta 16 nagylemezt jelentetett meg és azon kevés előadók táborába tartozik, akiknek több mint 90 különböző kiadású válogatásalbuma jelent meg világszerte. Évente bocsátanak ki a lemezgyártó cégek újabb és újabb Best of lemezeket a dalaival. Mivel több, nagy kiadónál is megfordult már, így egy évben több, különböző kiadású válogatáslemeze is van. Legtöbb albumát a Sony Music (Columbia, CBS) adta ki, illetve a németországi BMG, majd az ezredfordulót követően a két kiadó egybeolvadásával 3 ország adta ki felváltva a dalait egységesen Sony Music kiadó néven az Egyesült Államokban, Angliában és Németországban. De japán, argentin, olasz, holland, brazil és francia kiadású lemezek is megjelentek.
Az albumokon, kislemezeken és válogatásokon kívül DVD kiadványok, turnékönyvek, válogatott előadókkal való szereplés, filmzenék, duettek és lemezminősítések is szerepelnek 1976-tól 2011-ig.

## Albumok 1976-2013
| Év   | Album, Nagylemez címe                                         | Kiadó            | Egyesült Királyság | USA | Németország | Svájc | Ausztria | Norvégia | Franciaország | Svédország | Magyarország | Belgium | Spanyolország |
| ---- | ------------------------------------------------------------- | ---------------- | ------------------ | --- | ----------- | ----- | -------- | -------- | ------------- | ---------- | ------------ | ------- | ------------- |
| 1976 | The World Starts Tonight                                      | RCA              | -                  | -   | -           | -     | -        | -        | -             | 2          | -            | -       | -             |
| 1978 | Natural Force (It's a Heartache)                              | RCA              | -                  | 2   | -           | -     | -        | 3        | 40            | 2          | -            | -       | -             |
| 1979 | Diamond Cut                                                   | RCA              | -                  | 42  | -           | -     | -        | 14       | -             | 14         | -            | -       | -             |
| 1981 | Goodbye to the Island                                         | RCA              | -                  | -   | -           | -     | -        | 38       | -             | -          | -            | -       | -             |
| 1983 | Faster than the Speed of Night                                | Columbia Records | 1                  | 4   | 24          | 3     | -        | 1        | 12            | 3          | -            | -       | -             |
| 1986 | Secret Dreams and Forbidden Fire                              | Columbia Records | 24                 | 106 | 24          | 3     | 23       | 1        | 15            | 6          | -            | -       | -             |
| 1988 | Hide Your Heart (Notes from America) Hide Your Heart          | Columbia Records | 78                 | -   | 64          | 13    | -        | 2        | -             | -          | -            | -       | -             |
| 1988 | Hide Your Heart (Notes from America) 1                        | Columbia Records | -                  | -   | -           | -     | -        | -        | -             | -          | -            | -       | -             |
| 1991 | Bitterblue                                                    | BMG Hansa        | -                  | -   | 22          | 21    | 1        | 1        | -             | 22         | -            | -       | -             |
| 1992 | Angel Heart                                                   | BMG Hansa        | -                  | -   | 28          | 14    | 9        | 4        | -             | 50         | 38           | -       | -             |
| 1993 | Silhouette in Red                                             | BMG Hansa        | -                  | -   | 28          | 23    | 25       | 6        | -             | 40         | -            | -       | -             |
| 1995 | Free Spirit                                                   | Warner Music     | -                  | -   | -           | 39    | 43       | 22       | -             | -          | -            | -       | -             |
| 1996 | Free Spirit Re-Print 2                                        | Warner Music     | -                  | -   | -           | -     | -        | -        | -             | -          | -            | -       | -             |
| 1998 | All in One Voice                                              | Warner Music     | -                  | -   | -           | -     | -        | -        | -             | -          | -            | -       | -             |
| 2002 | Heart & Soul / Heartstrings 3 Heart & Soul – 13 Rock Classics | EMI Music        | -                  | -   | -           | -     | -        | 29       | -             | 34         | -            | -       | -             |
| 2003 | Heart & Soul / Heartstrings 3 Heartstrings                    | EMI Music        | -                  | -   | 41          | -     | 32       | -        | 75            | -          | -            | -       | 41            |
| 2004 | Simply Believe                                                | Sony Music       | -                  | -   | -           | 35    | -        | -        | 18            | -          | -            | 25      | -             |
| 2005 | Wings (album) Wings                                           | Stick Music      | -                  | -   | -           | -     | -        | 50       | 133           | -          | -            | -       | -             |
| 2006 | Wings (album) 4 Celebrate                                     | Stick Music      | -                  | -   | -           | -     | -        | -        | -             | -          | -            | -       | -             |
| 2006 | Live (Bonnie Tyler-album)                                     | Stick Music      | -                  | -   | -           | -     | -        | -        | -             | -          | -            | -       | -             |
| 2006 | Bonnie On Tour LIVE DVD                                       | Stick Music      | -                  | -   | -           | -     | -        | -        | -             | -          | -            | -       | -             |
| 2011 | Bonnie Tyler Best Of 3CD 5                                    | Sony Music       | -                  | -   | -           | -     | -        | -        | 6             | -          | -            | 10      | -             |
| 2011 | Bonnie Tyler Live In Germany 1993 (CD, DVD, CD+DVD)           | ZYX Music        | -                  | -   | 456         | -     | -        | -        | -             | -          | -            | -       | -             |
| 2013 | Rocks & Honey                                                 | ZYX Music        | 52                 | -   | 59          | 59    | -        | -        | 1167          | -          | -            | -       | -             |
| 2013 | Bonnie Tyler: Live & Lost in France CD+DVD                    | ZYX Music        | -                  | -   | -           | -     | -        | -        | -             | -          | -            | -       | -             |

- 1 A Hide Your Heart album csak Amerikában kiadott változata
- 2 1996-os kiadás, csak Németországban az atlantai olimpiai játékok hivatalos dalának (Limelight) remix változatával.
- 3 A City of Prague Philharmonic Orchestra közreműködésével
- 4 A Wings album dalait tartalmazó kiadvány, megváltoztatott borítóval és két bónusz videófelvétellel, csak az Egyesült Királyságban adták ki
- 5 Válogatásalbum, de több, eddig kiadatlan illetve 2011-ben rögzített felvételt is tartalmaz
- 6 Amazon.de Top100 Live Album Chart
- 7 iTunes Download Chart

## Kislemezek
| Év   | Cím                                                   | Kiadó                    | Egyesült Királyság | USA | Németország | Svájc | Ausztria | Norvégia | Franciaország | Svédország | Hollandia | Ausztrália | Dél-afrikai Köztársaság | Belgium | Spanyolország | Brazília | Finnország |
| ---- | ----------------------------------------------------- | ------------------------ | ------------------ | --- | ----------- | ----- | -------- | -------- | ------------- | ---------- | --------- | ---------- | ----------------------- | ------- | ------------- | -------- | ---------- |
| 1975 | My, My Honeycomb                                      | RCA                      | -                  | -   | -           | -     | -        | -        | -             | -          | -         | -          | -                       | -       | -             | -        | -          |
| 1976 | Lost in France                                        | RCA                      | 9                  | -   | 3           | -     | 12       | -        | -             | 13         | 24        | 40         | 2                       | -       | -             | -        | -          |
| 1976 | It’s a Heartache 1                                    | RCA                      | 4                  | 3   | 2           | 3     | 3        | 1        | 1             | 1          | 3         | 1          | 1                       | -       | 1             | 1        | 1          |
| 1976 | Heaven                                                | RCA                      | -                  | -   | 24          | -     | -        | -        | -             | -          | -         | -          | -                       | -       | -             | -        | -          |
| 1977 | More than a Lover                                     | RCA                      | 27                 | -   | 44          | -     | -        | -        | -             | -          | -         | -          | 7                       | -       | -             | -        | -          |
| 1977 | Here Am I                                             | RCA                      | -                  | -   | 18          | -     | -        | 4        | -             | -          | -         | -          | -                       | -       | -             | -        | -          |
| 1978 | If I sing you a Love song                             | RCA                      | -                  | 103 | -           | -     | -        | -        | -             | -          | -         | -          | -                       | -       | -             | -        | -          |
| 1978 | Hey Love (It’s a Feelin’)                             | RCA                      | -                  | -   | -           | -     | -        | -        | -             | -          | -         | -          | -                       | -       | -             | -        | -          |
| 1978 | Louisiana Rain                                        | RCA                      | -                  | -   | -           | -     | -        | -        | -             | -          | -         | -          | -                       | -       | -             | -        | -          |
| 1979 | To Good to Last                                       | RCA                      | -                  | -   | -           | -     | -        | -        | -             | -          | -         | -          | -                       | -       | -             | -        | -          |
| 1979 | My Guns Are Loaded                                    | RCA                      | -                  | 86  | -           | -     | -        | -        | 7             | -          | -         | -          | -                       | -       | -             | -        | -          |
| 1979 | What a way to Treat my Heart                          | RCA                      | -                  | -   | -           | -     | -        | -        | -             | -          | -         | -          | -                       | -       | -             | -        | -          |
| 1979 | I Believe in your Sweet Love                          | RCA                      | -                  | -   | -           | -     | -        | -        | -             | -          | -         | -          | -                       | -       | 22            | -        | -          |
| 1979 | Sitting on the Edge of the Ocean                      | RCA                      | -                  | -   | -           | -     | -        | -        | -             | -          | -         | -          | -                       | -       | 21            | -        | -          |
| 1979 | Sola a la Orilla del Mar                              | RCA Argentina            | -                  | -   | -           | -     | -        | -        | -             | -          | -         | -          | -                       | -       | -             | -        | -          |
| 1979 | (The World is Full of) Married Men                    | RCA                      | 35                 | -   | -           | -     | -        | -        | -             | -          | -         | -          | -                       | -       | -             | -        | -          |
| 1980 | I’m Just a Woman                                      | RCA                      | -                  | -   | -           | -     | -        | -        | -             | -          | -         | -          | -                       | -       | -             | -        | -          |
| 1980 | Goodbye to the Island                                 | RCA                      | -                  | -   | -           | -     | -        | -        | -             | -          | -         | -          | -                       | -       | -             | -        | -          |
| 1981 | Sayonara Tokyo                                        | RCA Japan                | -                  | -   | -           | -     | -        | -        | -             | -          | -         | -          | -                       | -       | -             | -        | -          |
| 1983 | Total Eclipse of the Heart ²                          | Columbia                 | 1                  | 1   | 16          | 3     | 1        | 1        | 1             | 1          | 24        | 1          | 1                       | 1       | 1             | 1        | 1          |
| 1983 | Faster than the Speed of Night                        | Columbia                 | 43                 | -   | -           | -     | -        | 9        | -             | -          | -         | -          | -                       | -       | 17            | -        | -          |
| 1983 | A Rockin’ Good Way                                    | Columbia                 | 5                  | -   | 5           | 10    | 9        | -        | -             | 11         | 8         | -          | -                       | -       | 1             | -        | -          |
| 1983 | Take Me Back                                          | Columbia                 | -                  | 45  | -           | -     | -        | -        | -             | -          | -         | -          | -                       | -       | -             | -        | -          |
| 1983 | Tears (feat. Frankie Miller)                          | Columbia                 | -                  | -   | -           | -     | -        | -        | -             | -          | -         | -          | -                       | -       | -             | -        | -          |
| 1983 | Getting So Excited                                    | Columbia                 | -                  | 85  | -           | -     | -        | -        | -             | -          | -         | -          | -                       | -       | -             | -        | -          |
| 1983 | Have You Ever Seen the Rain?                          | Columbia                 | 47                 | -   | 63          | -     | -        | -        | 40            | -          | -         | -          | -                       | -       | 13            | 8        | -          |
| 1983 | Straight from the Heart                               | Columbia                 | -                  | -   | -           | -     | -        | -        | -             | -          | -         | -          | -                       | -       | -             | -        | -          |
| 1984 | Holding Out for a Hero ³                              | Columbia                 | 2                  | 34  | 11          | -     | 19       | -        | -             | 19         | -         | -          | -                       | -       | 1             | -        | -          |
| 1984 | Here She Comes                                        | Columbia                 | 98                 | 76  | 43          | 13    | -        | -        | 32            | -          | -         | -          | -                       | -       | -             | 9        | -          |
| 1985 | Loving You’s a Dirty Job (But Somebody’s Gotta Do It) | Columbia                 | 73                 | -   | 30          | 24    | -        | -        | 34            | -          | -         | -          | -                       | -       | -             | 5        | -          |
| 1986 | If You Were a Woman ³                                 | Columbia                 | 77                 | 78  | 32          | 16    | -        | -        | 6             | -          | -         | -          | -                       | -       | -             | -        | -          |
| 1986 | Band of Gold                                          | Columbia                 | 81                 | -   | -           | -     | -        | -        | -             | -          | -         | -          | -                       | -       | -             | -        | -          |
| 1986 | No Way to Treat a Lady                                | Columbia                 | -                  | -   | -           | -     | -        | -        | -             | -          | -         | -          | -                       | -       | -             | -        | -          |
| 1986 | Rebel Without a Clue                                  | Columbia                 | -                  | -   | -           | -     | -        | -        | -             | -          | -         | -          | -                       | -       | -             | -        | -          |
| 1986 | Lovers Again                                          | Columbia                 | -                  | -   | -           | -     | -        | -        | -             | -          | -         | -          | -                       | -       | -             | -        | -          |
| 1986 | Islands (feat. Mike Oldfield) 4                       | Columbia                 | 100                | -   | 41          | 22    | -        | -        | -             | -          | -         | -          | -                       | -       | 41            | -        | -          |
| 1986 | Sem Limites Pra Sonhar (feat. Fabio Jr.) 5            | Columbia                 | -                  | -   | -           | -     | -        | -        | -             | -          | -         | -          | -                       | -       | -             | 1        | -          |
| 1986 | It’s not Easy                                         | Columbia                 | -                  | -   | -           | -     | -        | -        | -             | -          | -         | -          | -                       | -       | -             | -        | -          |
| 1988 | Save Up All Your Tears                                | Columbia                 | -                  | -   | -           | -     | -        | -        | -             | -          | -         | -          | -                       | -       | -             | -        | -          |
| 1988 | Save Up All Your Tears (London Mix)                   | Columbia                 | -                  | -   | -           | -     | -        | -        | -             | -          | -         | -          | -                       | -       | -             | -        | -          |
| 1988 | Hide Your Heart                                       | Columbia                 | -                  | -   | -           | -     | -        | -        | -             | -          | -         | -          | -                       | -       | -             | -        | -          |
| 1988 | Notes from America                                    | Columbia                 | -                  | -   | -           | -     | -        | -        | -             | -          | -         | -          | -                       | -       | -             | -        | -          |
| 1988 | The Best                                              | Columbia                 | 95                 | -   | -           | -     | -        | 10       | -             | -          | -         | -          | -                       | -       | 34            | 10       | -          |
| 1988 | Don’t Turn Around                                     | Columbia Brasilia        | -                  | -   | -           | -     | -        | -        | -             | -          | -         | -          | -                       | -       | -             | -        | -          |
| 1989 | It’s a Heartache                                      | Columbia                 | -                  | -   | -           | -     | -        | -        | 93            | -          | -         | -          | -                       | -       | -             | -        | -          |
| 1989 | Merry Christmas                                       | Columbia                 | -                  | -   | -           | -     | -        | -        | 100           | -          | -         | -          | -                       | -       | -             | -        | -          |
| 1990 | Breakout                                              | BMG Hansa                | -                  | -   | -           | -     | -        | -        | -             | -          | -         | -          | -                       | -       | -             | -        | -          |
| 1991 | Endless Night 6                                       | BMG Hansa                | -                  | -   | -           | -     | -        | -        | -             | -          | -         | -          | -                       | -       | -             | -        | -          |
| 1991 | Bitterblue                                            | BMG Hansa                | -                  | -   | 17          | -     | 5        | 2        | -             | -          | -         | -          | -                       | -       | -             | -        | -          |
| 1991 | Against the Wind                                      | BMG Hansa                | -                  | -   | 36          | -     | 13       | -        | -             | -          | -         | -          | -                       | -       | -             | -        | 1          |
| 1991 | Holding Out for a Hero                                | Columbia                 | 69                 | -   | -           | -     | -        | -        | -             | -          | -         | -          | -                       | -       | -             | -        | -          |
| 1991 | Where Were You                                        | BMG Hansa                | -                  | -   | 43          | -     | -        | -        | -             | -          | -         | -          | -                       | -       | -             | -        | -          |
| 1992 | Fools Lullaby                                         | BMG Hansa                | -                  | -   | 20          | -     | 17       | 6        | -             | -          | -         | -          | -                       | -       | -             | -        | -          |
| 1992 | Patheno Stim Erimia / The Desert is in Your Heart 7   | BMG Hansa                | -                  | -   | -           | -     | -        | -        | -             | -          | -         | -          | -                       | -       | -             | -        | -          |
| 1992 | Call Me                                               | BMG Hansa                | -                  | -   | 95          | -     | -        | -        | -             | -          | -         | -          | -                       | -       | -             | -        | -          |
| 1992 | Call Me (Radio Mix)                                   | BMG Hansa                | -                  | -   | 86          | -     | -        | -        | -             | -          | -         | -          | -                       | -       | -             | -        | -          |
| 1992 | God Gave Love to You                                  | BMG Hansa                | -                  | -   | -           | -     | -        | -        | -             | -          | -         | -          | -                       | -       | -             | -        | -          |
| 1993 | Sally Comes Around                                    | BMG Hansa                | -                  | -   | 48          | -     | -        | -        | -             | -          | -         | -          | -                       | 1       | -             | -        | -          |
| 1993 | From the Bottom of My Lonely Heart                    | BMG Hansa                | -                  | -   | 86          | -     | -        | -        | -             | -          | -         | -          | -                       | -       | -             | -        | -          |
| 1993 | Stay                                                  | BMG Hansa                | -                  | -   | -           | -     | -        | -        | -             | -          | -         | -          | -                       | -       | -             | -        | -          |
| 1993 | You Are so Beautyful                                  | BMG Hansa                | -                  | -   | -           | -     | -        | -        | -             | -          | -         | -          | -                       | -       | -             | -        | -          |
| 1994 | Back Home                                             | BMG Hansa                | -                  | -   | -           | -     | -        | -        | -             | -          | -         | -          | -                       | -       | -             | -        | -          |
| 1994 | Say Goodbye                                           | BMG Hansa                | -                  | -   | -           | -     | -        | -        | -             | -          | -         | -          | -                       | -       | -             | -        | -          |
| 1995 | Making Love out of Nothing at All                     | Warner Music             | 45                 | -   | -           | -     | -        | -        | -             | -          | 17        | -          | -                       | 2       | -             | -        | -          |
| 1995 | You’re the One                                        | Warner Music             | -                  | -   | 99          | -     | -        | -        | -             | -          | -         | -          | -                       | -       | -             | -        | -          |
| 1995 | Two Out of Three Ain’t Bad                            | Warner Music             | 10                 | -   | -           | -     | -        | -        | -             | -          | -         | -          | -                       | -       | -             | -        | -          |
| 1996 | Limelight                                             | Warner Music             | -                  | -   | 76          | -     | -        | -        | -             | -          | -         | -          | -                       | -       | -             | -        | -          |
| 1997 | He’s the King                                         | Warner Music             | -                  | -   | 95          | -     | -        | -        | -             | -          | -         | -          | -                       | -       | -             | -        | -          |
| 1998 | Heaven                                                | Warner Music             | -                  | -   | -           | -     | -        | -        | -             | -          | -         | -          | -                       | -       | -             | -        | -          |
| 2002 | Amazed                                                | EMI Music                | -                  | -   | -           | -     | -        | -        | -             | -          | -         | -          | -                       | -       | -             | -        | -          |
| 2002 | Against All Odds                                      | EMI Music                | -                  | -   | -           | -     | -        | -        | -             | -          | -         | -          | -                       | -       | -             | -        | -          |
| 2003 | Learning to Fly                                       | EMI Music                | -                  | -   | -           | -     | -        | -        | -             | -          | -         | -          | -                       | -       | -             | -        | -          |
| 2004 | Si Demain... (Turn Around) 8                          | Sony Music               | -                  | -   | -           | 7     | -        | -        | 1             | -          | -         | 1          | -                       | -       | -             | -        | -          |
| 2004 | Si Tout S’arrête                                      | Sony Music               | -                  | -   | -           | 25    | -        | -        | 12            | -          | -         | 7          | -                       | -       | -             | -        | -          |
| 2004 | Vergiss es / Forget it 9                              | EMI Music                | -                  | -   | 64          | -     | -        | -        | -             | -          | -         | -          | -                       | -       | -             | -        | -          |
| 2005 | Louise                                                | Stick Music              | -                  | -   | -           | -     | -        | -        | 30            | -          | -         | -          | -                       | -       | -             | -        | -          |
| 2005 | Celebrate                                             | Stick Music              | -                  | -   | -           | -     | -        | -        | -             | -          | -         | -          | -                       | -       | -             | -        | -          |
| 2007 | Total Eclipse of the Heart feat. BabyPinkStar         | Stick Music              | -                  | -   | -           | -     | -        | -        | -             | -          | -         | -          | -                       | -       | -             | -        | -          |
| 2007 | Making Love out of Nothing at All feat. Matt Petrin   | -                        | -                  | -   | -           | -     | -        | -        | -             | -          | -         | -          | -                       | -       | -             | -        | -          |
| 2009 | Total Eclipse of the Heart feat. OMA                  | Universal                | -                  | -   | -           | -     | -        | -        | -             | -          | -         | -          | -                       | -       | -             | -        | -          |
| 2010 | Somethign Going On feat. Wayne Warner                 | B Venturus               | -                  | 1 9 | -           | -     | -        | -        | -             | -          | -         | -          | -                       | -       | -             | -        | -          |
| 2010 | Wilde Tränen / Salty Rain feat. Matthias Reim         | EMI Music                | -                  | -   | -           | -     | -        | -        | -             | -          | -         | -          | -                       | -       | -             | -        | -          |
| 2011 | Eternal Flame / Amour Éternel feat. Laura Zen         | Stick Music / Sony Music | -                  | -   | -           | -     | -        | -        | 250           | -          | -         | -          | -                       | -       | -             | -        | -          |
| 2013 | Believe in Me Eurovision Song 2013                    | ZYX Music                | 23                 | -   | -           | -     | -        | -        | -             | -          | -         | -          | -                       | -       | -             | -        | -          |
| 2013 | This is Gonna Hurt                                    | ZYX Music                | 103                | -   | -           | -     | -        | -        | -             | -          | -         | -          | -                       | -       | -             | -        | -          |
| 2013 | Love is the Knife                                     | ZYX Music                | -                  | -   | -           | -     | -        | -        | -             | -          | -         | -          | -                       | -       | -             | -        | -          |
| 2017 | Love is Holding On (feat. Axel Rudi Pell)             | Steamhammer              | -                  | -   | -           | -     | -        | -        | -             | -          | -         | -          | -                       | -       | -             | -        | -          |

- 1 Kanada TOP #4, Új Zéland #1
- ² Argentína #1, Dánia #1, Fülöp Szigetek #1, Izland #1, Japán #1, Metal Chart #1, Mexikó #1, Portugália #1, Törökország #1, Venezuela #1, Sláger Rádió TOP1000 (2005) #8,
- ³ Kanada #12, Olaszország #30, Japán #6
- 4 Olaszország #41
- 5 Peru #1, Venezuela #1, Portugália #1
- 6 Olaszország #38
- 7 Görögország #1
- 8 Lengyelország #1, World Chart #3, EU Singles Chart #4, EU TOP40 #7, Francia Airplay #12, World TOP40 Airplay #27, United World Chart #37, World TOP40 Singles #41, Oroszország #155
- 9 Ukrajna #10
- 9 USA #1 (CRBN Radio Airplay Chart), USA #11 (Cashbox Music Magazin - Top50 Country Pop singles)

## Összesített toplistás helyezések
A toplisták között nincs átfedés és minden dal a legjobb elért helyezésével lett összeszámolva és csoportosítva.
| Időszak   | #1 | TOP 10 | TOP 50 | TOP 100 | TOP 250 |
| --------- | -- | ------ | ------ | ------- | ------- |
| 1976-1981 | 4  | 3      | 3      | -       | -       |
| 1983-1989 | 5  | 6      | 3      | 3       | -       |
| 1990-1998 | 2  | 4      | 2      | 7       | -       |
| 2002-2011 | 1  | 3      | -      | -       | 2       |

## Válogatáslemezek 1978–2015
| Év   | Cím                                                   | Kiadó                        | Egyesült Királyság | Új-Zéland | Németország | Svájc | Ausztria | Norvégia | Franciaország | Svédország | Hollandia | Ausztrália | Dél-afrikai Köztársaság | Dánia | Spanyolország | Írország | Belgium |
| ---- | ----------------------------------------------------- | ---------------------------- | ------------------ | --------- | ----------- | ----- | -------- | -------- | ------------- | ---------- | --------- | ---------- | ----------------------- | ----- | ------------- | -------- | ------- |
| 1978 | The Hits of Bonnie Tyler LP                           | RCA                          | -                  | -         | 3           | -     | 23       | 1        | 5             | -          | 40        | -          | -                       | -     | -             | -        | -       |
| 1979 | Greatest Hits                                         | RCA South Africa             | -                  | -         | -           | -     | -        | -        | -             | -          | -         | -          | -                       | -     | -             | -        | -       |
| 1979 | The Best of Bonnie Tyler                              | RCA Japan                    | -                  | -         | -           | -     | -        | -        | -             | -          | -         | -          | -                       | -     | -             | -        | -       |
| 1979 | Lo Mejor de Bonnie Tyler                              | RCA Spain                    | -                  | -         | -           | -     | -        | -        | -             | -          | -         | -          | -                       | -     | -             | -        | -       |
| 1981 | The Very Best of Bonnie Tyler                         | RCA Germany                  | -                  | -         | -           | -     | -        | -        | -             | -          | -         | -          | -                       | -     | -             | -        | -       |
| 1981 | The Best Of                                           | RCA Saud Arabia              | -                  | -         | -           | -     | -        | -        | -             | -          | -         | -          | -                       | -     | -             | -        | -       |
| 1987 | The Very Best Of                                      | CBS South Korea              | -                  | -         | -           | -     | -        | -        | -             | -          | -         | -          | -                       | -     | -             | -        | -       |
| 1989 | Greatest Hits                                         | Columbia                     | 24                 | -         | 5           | -     | 20       | 2        | -             | 9          | 9         | 48         | -                       | 5     | 76            | -        | -       |
| 1991 | The Collection                                        | Castle                       | -                  | -         | -           | -     | -        | -        | -             | -          | -         | -          | -                       | -     | -             | -        | -       |
| 1992 | Here Am I                                             | BMG Germany                  | -                  | -         | ?           | -     | -        | -        | -             | -          | -         | -          | -                       | -     | -             | -        | -       |
| 1993 | Heaven & Hell (Meat Loaf & Bonnie Tyler)              | Columbia                     | 9                  | -         | -           | -     | -        | -        | -             | -          | -         | 43         | -                       | -     | -             | 2        | -       |
| 1993 | Bonnie Tyler – The Best                               | Columbia                     | 93                 | -         | -           | -     | -        | -        | 4             | -          | -         | -          | -                       | -     | -             | -        | -       |
| 1993 | The Very Best of Bonnie Tyler Volume 1.               | Columbia                     | -                  | -         | 3           | 6     | 17       | -        | -             | -          | -         | -          | -                       | -     | -             | -        | -       |
| 1994 | The Very Best of Bonnie Tyler Volume 2.               | Columbia                     | -                  | -         | 39          | 22    | 38       | -        | -             | -          | -         | -          | -                       | -     | -             | -        | -       |
| 1994 | Comeback Single Collection ’90-’94                    | BMG Hansa                    | -                  | -         | -           | -     | -        | -        | -             | -          | -         | -          | -                       | -     | -             | -        | -       |
| 1995 | Bonnie Tyler 3 CD Box                                 | Columbia France              | -                  | -         | -           | -     | -        | -        | -             | -          | -         | -          | -                       | -     | -             | -        | -       |
| 1996 | All the Best 3 CD Box                                 | BMG Hansa                    | -                  | -         | -           | -     | -        | -        | -             | -          | -         | -          | -                       | -     | -             | -        | -       |
| 1997 | The Love Collection 2CD                               | Recall UK                    | -                  | -         | -           | -     | -        | -        | -             | -          | -         | -          | -                       | -     | -             | -        | -       |
| 1998 | The Beauty & The Best                                 | BMG Hansa                    | -                  | -         | 17          | -     | -        | 6        | -             | -          | -         | -          | -                       | -     | -             | -        | -       |
| 1999 | Power & Passion - The Very Best Of Bonnie Tyler (2CD) | Columbia                     | -                  | -         | 88          | -     | -        | -        | -             | -          | -         | -          | -                       | -     | -             | -        | -       |
| 1999 | Super Hits                                            | Columbia                     | -                  | -         | -           | -     | -        | -        | 26            | -          | -         | -          | -                       | -     | -             | -        | -       |
| 2000 | Beauty’s Best 2CD                                     | BMG                          | -                  | -         | -           | -     | -        | -        | -             | -          | -         | -          | -                       | -     | -             | -        | -       |
| 2001 | The Greatest Hits (Bonnie Tyler)                      | Columbia                     | 18                 | -         | -           | -     | 20       | -        | 6             | 9          | 20        | -          | 30                      | 5     | 20            | -        | -       |
| 2001 | Holding Out For A Hero (2CD)                          | Columbia                     | -                  | -         | -           | -     | -        | -        | -             | -          | -         | -          | -                       | -     | -             | -        | -       |
| 2002 | Total Eclipse – The Bonnie Tyler Anthology (2CD)      | Sanctuary Records            | -                  | -         | -           | -     | -        | -        | 25            | -          | -         | -          | -                       | -     | -             | -        | -       |
| 2002 | It’s a Heartache – The Very Best Of                   | BMG UK                       | -                  | -         | -           | -     | -        | -        | -             | -          | -         | -          | -                       | -     | -             | -        | -       |
| 2005 | Lost in France – The Early Years 2CD                  | Sanctuary Records            | -                  | -         | -           | -     | -        | -        | -             | -          | -         | -          | -                       | -     | -             | -        | -       |
| 2005 | So Emotional                                          | Columbia                     | -                  | -         | -           | -     | -        | -        | -             | -          | -         | -          | -                       | -     | -             | -        | -       |
| 2006 | Lost in France – Special Black Box 2CD                | Sanctuary Records            | -                  | -         | -           | -     | -        | -        | -             | -          | -         | -          | -                       | -     | -             | -        | -       |
| 2006 | Super Hits re-released                                | Columbia                     | -                  | -         | -           | -     | -        | -        | 63            | -          | -         | -          | -                       | -     | -             | -        | -       |
| 2007 | From The Heart – Bonnie Tyler Greatest Hits           | Columbia                     | 31                 | 26        | -           | -     | -        | -        | -             | -          | -         | -          | -                       | -     | 76            | 2        | -       |
| 2007 | Heartbreakers Digipack Box                            | Sanctuary Records            | -                  | -         | -           | -     | -        | -        | -             | -          | -         | -          | -                       | -     | -             | -        | -       |
| 2011 | Holding Out for a Hero - The Very Best Of             | Sony Music                   | -                  | -         | -           | -     | -        | -        | -             | -          | -         | -          | -                       | -     | -             | -        | -       |
| 2011 | Total Eclipse of the Heart                            | Sony Music USA               | -                  | -         | -           | -     | -        | -        | -             | -          | -         | -          | -                       | -     | -             | -        | -       |
| 2011 | Heaven & Hell (Bonnie Tyler & Meat Loaf) CD Box       | Sony Music                   | -                  | -         | -           | -     | -        | -        | -             | -          | -         | -          | -                       | -     | -             | -        | -       |
| 2011 | Bonnie Tyler Best Of 3CD Digipack box                 | Sony Music                   | -                  | -         | -           | -     | -        | -        | 6             | -          | -         | -          | -                       | -     | -             | -        | 10      |
| 2013 | All the Hits 3CD 3 CD Box                             | Flashback / Sony Music Italy | -                  | -         | -           | -     | -        | -        | -             | -          | -         | -          | -                       | -     | -             | -        | -       |
| 2013 | Straight from the Heart                               | SoulFood Records             | -                  | -         | -           | -     | -        | -        | -             | -          | -         | -          | -                       | -     | -             | -        | -       |
| 2013 | The Collection 2CD Deluxe                             | Club Music Deluxe UK         | -                  | -         | -           | -     | -        | -        | -             | -          | -         | -          | -                       | -     | -             | -        | -       |
| 2015 | The Very Best Of 2CD                                  | K-Tel Records                | -                  | -         | -           | -     | -        | -        | -             | -          | -         | -          | -                       | -     | -             | -        | -       |

|}

### Kollekciós kiadványok
| Dátum | Cím                                                               | Kiadó                           | Formátum                                           | Toplista        |
| ----- | ----------------------------------------------------------------- | ------------------------------- | -------------------------------------------------- | --------------- |
| 1981  | Bonnie Tyler Best (Japan)                                         | RCA Japan                       | LP                                                 | -               |
| 1989  | Greatest Hits                                                     | CBS Australia                   | LP, CD, MC                                         |                 |
| 1990  | Night Riding                                                      | Knight Music                    | CD MC                                              | -               |
| 1990  | Gold Collection (France Limited)                                  | CBS France                      | CD                                                 | -               |
| 1991  | Lost In France (Double Collection)                                | RCA                             | 2 CD                                               | -               |
| 1991  | Love Songs                                                        | RCA Germany                     | CD                                                 | -               |
| 1991  | Castle Masters Collection                                         | Castle                          | CD; MC                                             | -               |
| 1991  | Diamond Star Collection                                           | Castle Spectrum                 | CD csak Hollandia                                  | -               |
| 1993  | Bonnie Tyler Original Recordings                                  | Castle Spectrum                 | CD MC                                              | -               |
| 1993  | A Portrait Of                                                     | Castle                          | CD                                                 | -               |
| 1993  | The Gallery (Volume 5.)                                           | Castle - RTL Television         | CD sorszámozott, limitált kiadás + telefonkártya   | -               |
| 1993  | Bonnie Tyler Gold                                                 | Sony Germany                    | CD; MC                                             | -               |
| 1994  | Bonnie Tyler The Best                                             | CBS France                      | CD ˙MC                                             | -               |
| 1994  | It's A Heartache                                                  | Castle Spectrum                 | CD; MC                                             | -               |
| 1994  | Rock Giants                                                       | Castle Spectrum / Karussel      | CD                                                 | -               |
| 1995  | Greatest Hits                                                     | Castle Spectrum / Karussel      | 3 CD Box                                           | -               |
| 1995  | The Best Bonnie Tyler                                             | Sony                            | CD                                                 | UK #93          |
| 1995  | Definitive Collection + Extra CD                                  | Columbia                        | 2 CD                                               | -               |
| 1995  | Definitive Collection]                                            | Columbia                        | CD                                                 | -               |
| 1995  | Lost In Love                                                      | Hansa                           | CD; MC                                             | -               |
| 1995  | Lost In France                                                    | Castle                          | CD MC                                              | -               |
| 1995  | Greatest Hits - Living for the City                               | Castle                          | CD MC                                              | -               |
| 1995  | Here Am I                                                         | Castle                          | CD MC                                              | -               |
| 1995  | Piece of My Heart                                                 | Castle                          | CD MC                                              | -               |
| 1995  | Best Ballads                                                      | Hansa / Ariola Express          | CD; MC                                             | Portugal #3     |
| 1995  | The Ultimate Collection                                           | BMG                             | 2 CD csak Dániában                                 | Denmark #3      |
| 1995  | Straight From The Heart                                           | CBS                             | CD                                                 | -               |
| 1995  | Favourite Hits                                                    | Castle                          | CD                                                 | -               |
| 1995  | Golden Stars Collection Vol. 1.                                   | Castle Germany                  | CD MC                                              | -               |
| 1995  | Golden Stars Collection Vol. 2.                                   | Castle Germany                  | CD MC                                              | -               |
| 1996  | Golden Stars Collection Vol. 3.                                   | Castle Germany                  | CD MC                                              | -               |
| 1996  | With Love From Bonnie Tyler                                       | Hansa                           | CD; MC                                             | -               |
| 1996  | Straight from the Heart                                           | Sony Special Marketings         | CD; MC                                             | -               |
| 1996  | Faster than the Speed of Night / Hide Your Heart                  | Columbia                        | 2 CD                                               | -               |
| 1997  | Holding Out for a Hero                                            | CBS                             | CD                                                 | -               |
| 1997  | Lost in France - Double Collection                                | Castle Austria                  | 2 CD duplatokos                                    | -               |
| 1997  | Piece of My Heart                                                 | Castle Spectrum                 | CD                                                 | -               |
| 1997  | Music Time                                                        | Castle                          | CD                                                 | -               |
| 1997  | Holding Out for a Hero - Best                                     | CBS / Zounds                    | CD + biography booklet                             | -               |
| 1998  | Musica Píu                                                        | CBS Italy                       | CD                                                 | -               |
| 1998  | Heartbreakers                                                     | Sanctuary Records               | CD                                                 | -               |
| 1998  | Greatest Hits (Limited)                                           | CBS Germany                     | CD                                                 | -               |
| 1998  | The Best Of The Best (Limited Gold Edition)                       | CBS                             | Ltd. Gold Edition CD Box + Booklet; díszdoboz      | -               |
| 1999  | Greatest Hits Vol. 2 (South Africa)                               | CBS                             | CD; MC                                             | -               |
| 1999  | Simply The Best                                                   | Columbia                        | CD                                                 | -               |
| 2000  | Total Eclispe Of The Heart                                        | CBS                             | CD                                                 | -               |
| 2000  | Super Hits                                                        | Columbia / Legacy               | CD                                                 | -               |
| 2001  | The Very Best Of Bonnie Tyler                                     | Ariola Express /Camden          | CD                                                 | -               |
| 2001  | New Best Ballads                                                  | EMI United Kingdom              | CD limitált kiadás                                 | -               |
| 2001  | Les Indipensables Digipack                                        | CBS France                      | CD                                                 | -               |
| 2002  | I'm Just A Woman                                                  | Castle Communication            | CD                                                 | -               |
| 2002  | I'm Just A Woman                                                  | Castle Communication            | 2 CD Limited                                       | -               |
| 2002  | It’s A Heartache                                                  | Sanctuary Records               | CD                                                 | -               |
| 2003  | The Very Best Of Bonnie Tyler                                     | Metro                           | CD + Booklet Biography + Track by Track Commentary | -               |
| 2004  | Faster Than The Speed Of Night / Secret Dreams And Forbidden Fire | Columbia                        | 2 CD Box                                           | -               |
| 2004  | It’s A Heartache                                                  | Sanctuary Records               | CD Disky                                           | -               |
| 2004  | Bonnie Tyler - The Very Best Of                                   | Columbia Records / Sony         | Limited Edition CD                                 | -               |
| 2005  | I Plu Grandi                                                      | CBS Italy                       | CD                                                 | -               |
| 2005  | Collections                                                       | Sony BMG                        | CD                                                 | -               |
| 2006  | The Essential Bonnie Tyler (2CD)                                  | Sony BMG South Africa           | 2 CD                                               | SA #30          |
| 2006  | Super Hits                                                        | Columbia / Legacy               | CD                                                 | remastered      |
| 2006  | Les Indispensables - Versions Originale                           | Sony BMG                        | újrakevert verzió / digipack                       | -               |
| 2006  | Bonnie Tyler Ultimate Collection                                  | Sony BMG South Africa           | CD                                                 | -               |
| 2007  | Hit Collection Edition                                            | Sony BMG Germany                | CD                                                 | -               |
| 2007  | Heartbreakers                                                     | Sanctuary Records               | újrakevert, digipack                               | -               |
| 2008  | Steel Box Collection (Bonnie Tyler Greatest Hits)                 | Sony BMG UK                     | fémdobozos CD                                      | -               |
| 2008  | Faster Than The Speed Of Night / Secret Dreams And Forbidden Fire | Sony BMG UK                     | Slim papírtokos dupla CD                           | -               |
| 2008  | Essential Collection                                              | Castle Pulse                    | 2 CD Box                                           | -               |
| 2008  | Straight From The Heart (Circuit City Exclusive)                  | Sony BMG UK                     | újrakevert CD speciális tartalommal                | -               |
| 2009  | Ravishing - The Best Of Bonnie Tyler (2CD)                        | Camden Deluxe / Sony Music (UK) | újrakevert, Deluxe 2 CD + biography                | -               |
| 2009  | Bonnie Tyler - Flashback International                            | Sony Music/Columbia/Venus Italy | 2 CD Super Jewel Box                               |                 |
| 2009  | The Collection                                                    | Sony Music UK                   | újrakevert CD                                      | -               |
| 2009  | Collection                                                        | Sony Music Italy                | CD csak Olaszországban                             | -               |
| 2011  | Holding Out for a Hero - The Very Best Of                         | Sony Music / Camden Deluxe      | CD                                                 | -               |
| 2011  | Bonnie Tyler - La Collection                                      | Sony Music France               | CD csak Franciaországban                           | -               |
| 2012  | Straight From The Heart - Best Of                                 | Weltmusic.de / Sony Music       | CD csak Németországban, a Weltmusic üzletekben     | -               |
| 2013  | Bonnie Tyler - 14 Great Hits                                      | Sony Music Africa               | CD csak a Dél-afrikai Köztársaságban               | SA #66, NAM #31 |
| 2013  | All the Hits 3CD                                                  | Sony Music Italy                | 3CD Box                                            | -               |

### Speciális kiadványok
| Dátum | Cím                                                               | Kiadó                | Formátum               | Ország             | Tartalom                                  |
| ----- | ----------------------------------------------------------------- | -------------------- | ---------------------- | ------------------ | ----------------------------------------- |
| 1993  | Bonnie Tyler                                                      | Castle               | CD                     | Németország        | Limitált kiadás + Telefonkártya           |
| 1994  | Faster Than the Speed of Night / Hide Your Heart                  | Columbia             | 2CD                    | Németország        | Limitált kiadás, két nagylemez egy tokban |
| 2004  | The Very Best Of                                                  | Columbia             | CD, digitális letöltés | Egyesült Királyság | Limitált kiadás CD-n + online letöltés    |
| 2006  | Faster Than the Speed of Night / Secret Dreams and Forbidden Fire | Columbia             | 2 CD                   | Egyesült Királyság | Két nagylemez díszdobozban                |
| 2007  | Heartstrings                                                      | EMI/CMC              | CD                     | Németország        | Bónusz CD-ROM track                       |
| 2007  | Wings + Bonnie on Tour                                            | Soundbarrier/RedBeat | CD+DVD                 | Thaiföld           | Speciális CD kiadvány bónusz DVD-vel      |
| 2009  | The Collection                                                    | Sony Music           | CD                     | Egyesült Királyság | Limitált kiadás                           |

## Összesített válogatáslemez lista
A táblázatban minden toplistára került válogatásalbum a legjobb helyezésével szerepel és a tábla oszlopai között nincsenek átfedések!
| Időszak   | TOP 10 | TOP 50 | TOP 100 |
| --------- | ------ | ------ | ------- |
| 1979-2011 | 11     | 4      | 2       |

## Lemezminősítések
RIAA - USA
- 1977 - Natural Force - Aranylemez (500 000)
- 1978 - It’s a Heartache - Aranylemez (500 000)
- 1983 - Total Eclipse of the Heart - Aranylemez (500 000)
- 1983 - Faster than the Speed of Night - Aranylemez (1 000 000)
- 1983 - Faster than the Speed of Night - Platinalemez (500 000)
- 2001 - Total Eclipse of the Heart - Platinalemez (1 000 000)
- 1984 - Footloose Soundtrack - Aranylemez (500 000)
- 2001 - Footloose Soundtrack - 9x platinalemez (9 000 000)

CRIA- Kanada
- 1978 - It’s a Heartache - Aranylemez (50 000)
- 1978 - It’s a Heartache - Platinalemez (100 000)
- 1983 - Faster Than the Speed of Night - Aranylemez (50 000)
- 1983 - Faster Than the Speed of Night - Platinalemez (100 000)
- 1983 - Faster Than the Speed of Night - 2X Platinalemez (200 000)
- 1983 - Total Eclipse of the Heart - Aranylemez (50 000)
- 1983 - Total Eclipse of the Heart - Platinalemez (100 000)
- 1984 - Faster Than the Speed of Night - 2x Platinalemez (200 000)

SNEP - Franciaország
- 1977 - It's a Heartache kislemez - Platinalemez (1 000 000)
- 1979 - My Guns Are Loaded single - Aranylemez
- 1979 - The Hits of Bonnie Tyler - Aranylemez
- 1983 - Total Eclipse of the Heart kislemez - Platinalemez (500 000)
- 1983 - Faster than the Speed of Night album - Aranylemez (100 000)
- 1986 - If You Were a Woman kislemez - Ezüstlemez (250 000)
- 1986 - Secret Dreams and Forbiden Fire album - Aranylemez (100 000)
- 1993 - Best Of - aranylemez(100 000)
- 1994 - Best Of - 2× aranylemez(200 000)
- 1997 - The Best - Platinalemez (300 000)
- 2004 - Si Demain Turn Around single - Ezüstlemez (125 000)
- 2004 - Si Demain Turn Around single - Aranylemez (250 000)
- 2004 - Si Demain Turn Around single - Platinalemez(500 000) +750 000

IFPI - Németország
- 1976 - Lost in France single - Aranylemez
- 1977 - It's a Heartache single - Aranylemez
- 1978 - The Hits of Bonnie Tyler LP - Platinalemez (500 000)
- 1983 - Faster than the Speed of Night album - Aranylemez (250 000)
- 1991 - Bitterblue album - Aranylemez (250 000)
- 1993 - Angel Heart - Aranylemez (250 000)
- 1993 - Silhouette in Red album - Aranylemez (300 000)
- 1993 - The Very Best of Bonnie Tyler - Aranylemez (250 000)
- 1993 - The Very Best of Bonnie Tyler - Platinalemez(500 000) +700 000
- 1995 - Here I Am - Aranylemez (250 000)

BPI - Nagy Britannia
- 1976 - Lost in France kislemez - Ezüstlemez
- 1977 - It’s a Heartache kislemez - Aranylemez
- 1983 - Total Eclipse of the Heart kislemez - Platinalemez (1 000 000)
- 1983 - Faster than the Speed of Night album - Platinalemez (1 000 000)
- 1985 - Holding Out for a Hero kislemez - Ezüstlemez
- 1986 - Secrets Dreams and Forbiden Fire album - Aranylemez
- 1989 - Heaven and Hell - Aranylemez
- 2001 - Greatest Hits - Ezüstlemez

IFPI - Svájc
- 1977 - It's a Heartache single - Aranylemez
- 1983 - Total Eclipse of the Heart - Aranylemez
- 1986 - Secret Dreams and Forbidden Fire - Aranylemez
- 1992 - Bitterblue - Aranylemez
- 1992 - Greatest Hits - Aranylemez
- 1992 - Angel Heart - Aranylemez
- 1993 - Silhouette in Red - Aranylemez
- 1993 - Very Best Of Bonnie Tyler Vol. 1. - Aranylemez
- 1993 - Very Best Of Bonnie Tyler Vol. 1. - Platinalemez
- 2004 - Si Demain single - Aranylemez

IFPI - Ausztria
- 1977 - It's a Heartache single - Aranylemez
- 1983 - Total Eclipse of the Heart - Aranylemez
- 1991 - Bitterblue album - Aranylemez
- 1991 - Bitterblue album - Platinalemez
- 1991 - Bitterblue single - Aranylemez
- 1992 - Greatest Hits - Aranylemez
- 1992 - Angel Heart - Aranylemez
- 1992 - Angel Heart - Platinalemez
- 1993 - Silhouette in Red - Aranylemez

IFPI - Belgium
- 1983 - Total Eclipse of the Heart - Aranylemez
- 1995 - Making Love Out of Nothing at All single - Aranylemez
- 2004 - Si Demain - Aranylemez
- 2004 - Si Demain - Platinalemez
- 2004 - Si Tout S’arrête single - Aranylemez

IFPI - Finnország
- 1979 - Natural Force - Platinalemez
- 1989 - Greatest Hits (CBS) - Aranylemez
- 1992 - Greatest Hits - Platinalemez
- 2003 - Greatest Hits (Sanctuary/CBS) - Platinalemez

IFPI - Írország
- 1977 - It's a Heartache single - Aranylemez
- 1983 - Total Eclipse of the Heart - Aranylemez
- 1983 - A Rockin' Good Way single - Aranylemez
- 1983 - A Rockin' Good Way single - Platinalemez
- 1986 - Holding Out for a Hero single - Aranylemez
- 2007 - From The Heart Greatest Hits - Aranylemez
- 2007 - From The Heart Greatst Hits - Platinalemez

Promusicae - Spanyolország (2000-től)
- 2001 - Greatest Hits (Sanctuary/CBS) - Aranylemez

IFPI - Svédország
- 1976 - The World Starts Tonight - 2x Aranylemez
- 1977 - It's a Heartache single - Aranylemez
- 1978 - Natural Force - Aranylemez
- 1983 - Faster Than the Speed of Night - Aranylemez
- 1983 - Total Eclipse of the Heart - Aranylemez
- 1986 - Secret Dreams and Forbidden Fire - Aranylemez
- 1989 - Greatest Hits (CBS) - Aranylemez
- 1991 - Bitterblue album - Aranylemez
- 1992 - Angel Heart - Aranylemez
- 1993 - Silhouette in Red - Aranylemez
- 2001 - Greatest Hits (Sanctuary/CBS) - Aranylemez

IFPI - Norvégia
- 1977 - Natural Force - Aranylemez
- 1977 - Natural Force - Platinalemez
- 1977 - It's a Heartache single - Aranylemez
- 1977 - It's a Heartache single - Platinalemez
- 1979 - The Hits of Bonnie Tyler - Aranylemez
- 1979 - The Hits of Bonnie Tyler - Platinalemez
- 1983 - Faster Than the Speed of Night - Aranylemez
- 1983 - Faster Than the Speed of Night - Platinalemez
- 1983 - Total Eclipse of the Heart - Aranylemez
- 1983 - Total Eclipse of the Heart - Platinalemez
- 1983 - Total Eclipse of the Heart - Gyémántlemez
- 1983 - A Rockin' Good Way single - Aranylemez
- 1986 - Secret Dreams and Forbidden Fire - Aranylemez
- 1986 - Secret Dreams and Forbidden Fire - Platinalemez
- 1988 - Hide Your Heart - Aranylemez
- 1988 - Hide Your Heart - Platinalemez
- 1989 - Greatest Hits (CBS) - Aranylemez
- 1989 - Greatest Hits (CBS) - Platinalemez
- 1991 - Bitterblue album - Aranylemez
- 1991 - Bitterblue album - 1x Platinalemez
- 1991 - Bitterblue album - 2x Platinalemez
- 1991 - Bitterblue album - 3x Platinalemez
- 1991 - Bitterblue album - 4x Platinalemez
- 1991 - Bitterblue single - Aranylemez
- 1992 - Angel Heart - Aranylemez
- 1992 - Angel Heart - Platinalemez
- 1992 - Angel Heart - 2x Platinalemez
- 1992 - Fools Lullaby single - Aranylemez
- 1993 - Silhouette in Red - Aranylemez
- 1993 - Silhouette in Red - Platinalemez
- 1993 - Silhouette in Red - 2x Platinalemez
- 2001 - Greatest Hits (Sanctuary/CBS) - Aranylemez
- 2001 - Greatest Hits (Sanctuary/CBS) - Platinalemez

## VHS, DVD
| Év   | Cím                                              | Kiadó              | Ország                           | Formátum          | Hossz            |
| ---- | ------------------------------------------------ | ------------------ | -------------------------------- | ----------------- | ---------------- |
| 1986 | Bonnie Tyler - The Video VHS                     | Columbia / CBS     | USA; Európa                      | VHS               | 38’              |
| 2006 | Bonnie On Tour LIVE DVD                          | Stick Music        | Nyugat Európa                    | DVD, Dupla oldalú | 100’ 25’’        |
| 2007 | Bonnie Tyler LIVE                                | Sony BMG           | Egyesült Királyság               | DVD               | 100' 25'         |
| 2007 | The Complete Bonnie Tyler                        | Axis (Indonesia)   | Szingapúr; Indonézia; Chile, USA | DVD+ Bonus CD     | 100’ 25’’ + 57 ’ |
| 2007 | Bonnie On Tour LIVE DVD                          | Lider              | Brazília                         | DVD               | 100’ 25’’        |
| 2007 | Wings + Bonnie On Tour DVD                       | RedBeat (Thailand) | Thaiföld                         | CD+ Bonus DVD     | 100’ 25’’ + 57 ’ |
| 2010 | Musas do Pop - Bonnie Tyler & Olivia Newton John | NFK Norfolk Filmes | Brazília                         | DVD               | 61'              |
| 2011 | Bonnie Tyler Live In Germany 1993                | ZYX Music          | Európa                           | DVD / CD+DVD      | 45', 41' + 45'   |
| 2012 | Bonnie Tyler Live In Germany '93                 | Essential Music    | Dél-afrikai Köztársaság          | DVD               | 45'              |
| 2013 | Bonnie Tyler: Live & Lost in France              | ZYX Music          | Németország, Ausztria, Svájc     | CD+DVD Prewex Box | 41' + 45'        |

## Könyvek
| Év   | Ország             | Cím                            | Oldalszám | Tartalom                                                                                         |
| ---- | ------------------ | ------------------------------ | --------- | ------------------------------------------------------------------------------------------------ |
| 1978 | USA                | It's A Heartache Songbook      | 36        | Kották dalszöveggel                                                                              |
| 1986 | Egyesült Királyság | Hot Songs - Bonnie Tyler       | 56        | Életrajz, kották, szövegek, képek                                                                |
| 1988 | Egyesült Királyság | Hide Your Heart Tour Programme | 16        | Turnéprogram, interjú, exkluzív koncert képek, életrajz, turnéállomások időpontokkal             |
| 1994 | Németország        | Silhouette in Red Tour         | 24        | Turnéprogram, életrajz, exkluzív koncert képek, háttér-információk, turnéállomások, időpontokkal |

## Közreműködések
| Év   | Előadó                | Album                                                   | Dalcím                                                                           | Formátum | Hossz          |
| ---- | --------------------- | ------------------------------------------------------- | -------------------------------------------------------------------------------- | -------- | -------------- |
| 1979 | Több előadó           | Yamaha Grand Prix - Tokyo                               | Sitting on the Edge of the Ocean                                                 | LP       | 3:15           |
| 1983 | Rick Derringer        | Good Dirty Fun                                          | Lovers Attack                                                                    | CD; LP   | 4:15           |
| 1984 | Shakin’ Stevens       | The Bob Won't Stop                                      | A Rockin’ Good Way                                                               | LP       | 2:55           |
| 1986 | Fabio Jr.             | Sem Limites Pra Sonhar                                  | Sem Limites Pra Sonhar                                                           | LP       | 4:20           |
| 1986 | Válogatott előadók    | The Anti Heroin Project                                 | It’a a Live in World It’s Not Easy                                               | 2 LP     | 4:10 4:35      |
| 1987 | Mike Oldfield         | Islands                                                 | Islands                                                                          | CD; LP   | 4:15           |
| 1987 | Válogatott előadók    | Ferry Aid                                               | Let it Be                                                                        | LP       | 4:15           |
| 1987 | Cher                  | Cher                                                    | Perfection                                                                       | LP; CD   | 4:25           |
| 1989 | Cher                  | Heart of Stone                                          | Emotional Fire                                                                   | LP; CD   | 4:30           |
| 1990 | Válogatott előadók    | Rock Against Repatriation                               | Sailing                                                                          | CD       | 4:20           |
| 1992 | Sophia Arbanith       | Parafora                                                | Patheno Stim Erimia / The Desert is in Your Heart                                | LP; CD   | 5:40           |
| 1998 | Válogatott előadók    | Whistle down the Wind musical                           | Tyre Tracks and Broken Heart A Kiss is a Terrible thing to Waste (with Meat Loaf | CD       | 5:20 7:50      |
| 1998 | Válogatott előadók    | Philharmania                                            | I Put a Spell on You                                                             | CD       | 4:38           |
| 1998 | Válogatott előadók    | 2 Days Later With Jools Holland The Drake Music Project | The Sun Comes Up, The Sun Goes Down                                              | CD       | 4:45           |
| 1999 | Rick Wakemann         | Return To The Centre Of The Earth                       | Is Anybody There?                                                                | CD       | 6:45           |
| 2001 | Steve Hackett         | Feedback 86                                             | Prizefighter                                                                     | CD       | 4:35           |
| 2001 | Mal Pope              | The Ring                                                | Tables Turn                                                                      | CD       | 3:55           |
| 2003 | Gary Pickford-Hopkins | GHP                                                     | Loving You Means Leaving                                                         | CD       | 4:15           |
| 2004 | Peter Brocklehurst    | For You                                                 | Total Eclipse Of The Heart (Classic Version)                                     | CD       | 6:55           |
| 2004 | Matthias Reim         | Deja Vu (Greatest Hits)                                 | Forget It / Vergiss Es                                                           | CD       | 3:55           |
| 2005 | Válogatott előadók    | Rock For Asia                                           | It's a Heartache To Love Somebody Sweet Child of Mine                            | DVD      | 4:35 5:30 4:15 |

## Filmzenék
| Év   | Filmcím                          | Ország             | Dal(ok)                                           | Zeneszerző         | Hossz      |
| ---- | -------------------------------- | ------------------ | ------------------------------------------------- | ------------------ | ---------- |
| 1979 | The World is Full of Married Man | USA                | Married Man                                       | Musker             | 4:01       |
| 1984 | Footloose                        | USA                | Holding Out for a Hero                            | Jim Steinman       | 5:50       |
| 1984 | Metropolis                       | USA                | Here She Comes                                    | Giorgio Moroder    | 3:45       |
| 1986 | The Wraith                       | USA                | Matter of the Heart                               |                    | 4:25       |
| 1988 | Under Milk Wood                  | USA                | I Loved a Man                                     |                    | 3:49       |
| 1988 | Rövidzárlat 2.                   | USA                | Holding out for a Hero                            | Jim Steinman       | 5:50       |
| 1989 | 3615 code Pčre Noël              | Franciaország      | Merry Christmas                                   |                    | 2:55       |
| 1989 | The Dreamstone                   | USA                | Into the Sunset feat. Mike Batt                   | Mike Batt          | 3:42       |
| 1989 | Who’s Harry Comb?                | USA                | Holding out for a Hero                            | Jim Steinman       | 5:50       |
| 1990 | Fire, Ice & Dynamite             | USA                | Breakout                                          | Harold Faltermeyer | 3:59       |
| 1991 | Der Fall Schimanski              | Németország        | Against the Wind                                  | S. Benson          | 3:35       |
| 1992 | Zorc, Mann Ohne Grenzen          | Németország        | Race to the Fire Against the Wind                 | Dieter Bohlen      | 3:55       |
| 1993 | Die Stadtindianer                | Németország        | Fire in My Soul                                   | Dieter Bohlen      | 4:45       |
| 1994 | Asterix in America               | USA / Németország  | Say Goodbye (Classical Version)                   | Harold Faltermeyer | 3:19       |
| 1996 | Der Schattenmann                 | Németország        | Forget Her                                        | Paul Millns        | 4:13       |
| 1996 | Olimpiai Játékok - Atlanta       | Németország        | Limelight                                         | Alan Parsons       | 5:20       |
| 1997 | Der König von St. Pauli          | Németország        | He’s the King                                     | Harold Faltermeyer | 4:45       |
| 1999 | Jack of Hearts                   | Egyesült Királyság | Jack of Hearts                                    |                    |            |
| 2001 | Urban Legend                     | USA                | Total Eclipse of the Heart                        | Jim Steinman       | 7:00       |
| 2001 | Banditák                         | USA                | Total Eclipse of the Heart Holding out for a Hero | Jim Steinman       | 7:00; 5:50 |
| 2003 | Party Monster                    | Egyesült Királyság | Total Eclipse of the Heart                        | Jim Steinman       | 4:30       |
| 2004 | Shrek 2.                         | USA                | Holding out for a Hero                            | Jim Steinman       | 5:50       |

## Egyes kiadványok részletesen
Bonnie Tyler nagylemezeinek és sikeresebb válogatásalbumainak részletes ismertetést a Bonnie Tyler albumok kategóriába tartozó szócikkek tartalmaznak.

## Fordítás
- Ez a szócikk részben vagy egészben  az   Anexo:Discografia de Bonnie Tyler című portugál Wikipédia-szócikk fordításán alapul.  Az eredeti cikk szerkesztőit annak laptörténete sorolja fel. Ez a jelzés csupán a megfogalmazás eredetét és a szerzői jogokat jelzi, nem szolgál a cikkben szereplő információk forrásmegjelöléseként.
- Ez a szócikk részben vagy egészben  a   Bonnie Tyler discography című angol Wikipédia-szócikk fordításán alapul.  Az eredeti cikk szerkesztőit annak laptörténete sorolja fel. Ez a jelzés csupán a megfogalmazás eredetét és a szerzői jogokat jelzi, nem szolgál a cikkben szereplő információk forrásmegjelöléseként.